# Commando Hubert

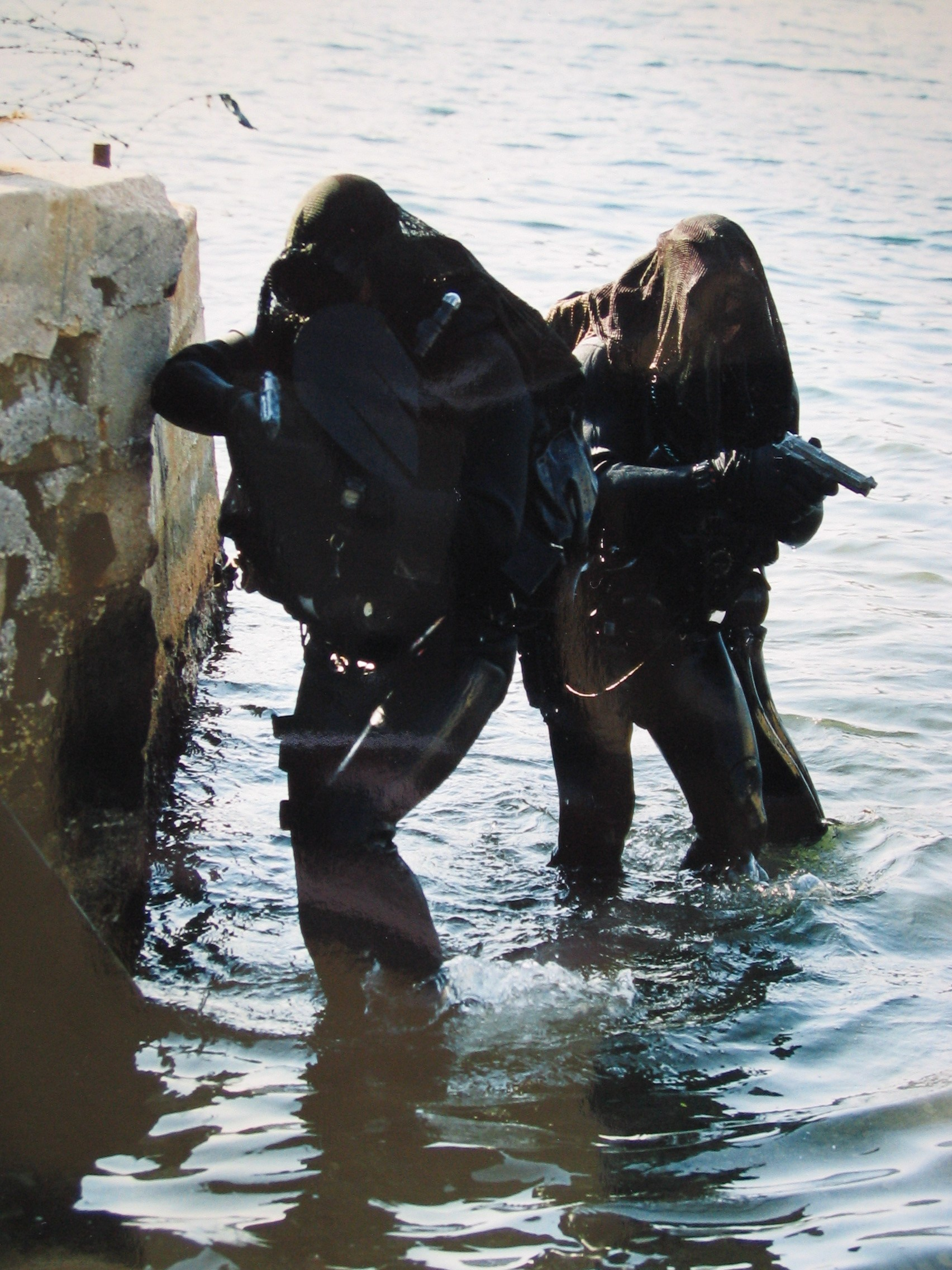
Soldaten des Commando Hubert

Commando Marine Hubert

Das Commando Hubert oder Commando Action Sous-Marine (deutsch: Unterwasser-Aktionskommando) ist eine Spezialeinheit der französischen Marine für maritime Kommandooperationen. Das Hauptquartier der Einheit befindet sich in Toulon, ihre Gesamtstärke wird auf rund 80–90 Mann geschätzt. Der Name der Einheit geht auf Lieutnant Augustin Hubert zurück, einen französischen Offizier, der am 6. Juni 1944 bei Ouistreham bzw. Riva Bella fiel.

## Auftrag
Zu den Einsatzprofilen der Einheit gehört die Durchführung militärischer Kommandounternehmen, z. B. Aufklärung, Sabotageakte, Anti-Terror-Einsätze und Geiselbefreiungen.

## Organisation
Das Commando Hubert gliedert sich in zwei Kompanien, von denen die erste sich in vier Gruppen A, B, C und D unterteilt. Die zweite Kompanie stellt Unterstützungskräfte für die logistische Versorgung und die Ausbildung der Einheit. Diese Kompanie verfügt auch über ein eigenes Schiff, die Poseidon, das den Tauchern als schwimmende Operationszentrale dient.
Die Gruppe A ist die Kommando- und Unterstützungseinheit mit dem Hauptquartier und den Zodiac-Schlauchbooten.
Die Gruppe B ist für Antiterror-Einsätze und für Geiselbefreiungen auf See zuständig. Sie arbeitet eng mit der GIGN zusammen.
Die Gruppe C ist für die Wartung und den Einsatz der Mini-U-Boote zuständig, mit denen die Teams auch angelandet werden. Die eigentliche Einsatzgruppe ist jedoch die für Strandaufklärung zuständige Gruppe D.
Die Gruppe D hat die Aufgabe, zu sprengen und Aufklärungseinsatze durchzuführen. Zudem kommen Scharfschützen aus der Gruppe D.

## Rekrutierung und Ausbildung
Potentielle Kandidaten für das Commando Hubert werden aus den französischen Marinekommandoeinheiten rekrutiert. Um diese Möglichkeit zu erhalten, müssen die Kandidaten mindestens vier Jahre in der französischen Marine und sechs Monate in den Kommandoeinheiten gedient haben. Am Anfang müssen die angehenden Mitglieder zwei Tauchkurse an der Marinetauchschule Saint-Mandrier bei Toulon besuchen. Gleich im Anschluss folgt eine Einführung im Umgang mit Kleinbooten und Klepper-Kanus. Abschließend müssen Kurse für Sprengungen unter Wasser, Pioniertechniken und Fallschirmspringen besucht werden. Kandidaten, die die Kurse erfolgreich absolviert haben, werden dem Kommando zunächst für 3 Jahre zugeteilt, um dort einen Aufbaukurs für Kampfschwimmer und den Meisterkurs im Fallschirmspringen zu besuchen.

## Ausrüstung
Die Mitglieder der Einheiten verwenden in der Regel diese Waffen: Das französische Sturmgewehr FAMAS 5,56 mm, das häufig in Verbindung mit dem Granatwerfer M203 verwendet wird, die Maschinenpistole Uzi und Mini-UZI, alle Maschinenpistolen der Baureihe Heckler & Koch MP5 sowie die Scharfschützengewehre Giat FR-F1 und das Nachfolgemodell FR-F2 7,5 mm und PGM Hécate II Kaliber .50.
Als leichtes Geschütztes Fahrzeug setzt das Commando Hubert den Panhard VPS (Véhicule de patrouille spéciale) ein, eine Variante der Mercedes-Benz G-Klasse für Wüsten- und Savannenoperationen.

## Geschichte

### Zweiter Weltkrieg und Indochinakrieg
Wie viele moderne Elite-Einheiten hat das Commando Hubert seinen Ursprung im Zweiten Weltkrieg, als es verschiedene Marineinfanterieeinheiten gab. Nach dem Zweiten Weltkrieg wurden von 1945 bis 1947 insgesamt 6 Kommandoeinheiten aufgestellt und nach gefallenen französischen Offizieren benannt. Das Commando Hubert war eines von ihnen. Diese Commandos wurden im französischen Indochinakrieg eingesetzt. Sie führten amphibische Aufklärung und Angriffe z. B. im Mekong-Delta durch.

### Kalter Krieg und Neuzeit
Nach dem Zweiten Weltkrieg wurde das Commando Hubert in eine Kampfschwimmereinheit umgewandelt und nach Algerien verlegt. Dort nahm die Einheit am Algerienkrieg teil. Nach dem Algerienkrieg fanden die Kampfschwimmer des Commando Huberts in Toulon ihre endgültige Heimat. Während des Kalten Krieges führte das Commando Hubert geheime Aufklärungseinsätze gegen Einrichtungen des Warschauer Paktes durch und war an sämtlichen französischen Interventionen im Ausland beteiligt.

### Einsätze
Diese Einheit hat zahlreiche Einsätze durchgeführt, etwa bei den Atomtests Frankreichs und im Rahmen von UNO-Friedensmissionen.

### Getötete Angehörige
Als Mitglieder der Einheit wurden Alain Bertoncello und Cédric de Pierrepont bekannt. Sie wurden in der Nacht vom 8. auf den 9. Mai 2019 bei einem Einsatz zur Befreiung von Geiseln in der Nähe von Gorom-Gorom, im nördlichen Burkina Faso, getötet und erhielten ein Staatsbegräbnis.